# ژلیکو بواچ
ژلیکو بواچ (انگلیسی: Željko Buvač؛ زادهٔ ۱۳ سپتامبر ۱۹۶۱) یک بازیکن سابق فوتبال اهل بوسنی و هرزگوین است. او هم‌اکنون در باشگاه لیورپول در سمت کمک مربی در کنار یورگن کلوپ فعالیت می‌کند.